# Heer (feodalisme)
De heer of vrijheer, soms ook wel vrouwe of vrijvrouwe, was in het ancien régime de heerser van een heerlijkheid. Hij was doorgaans een leenman van het landsheerlijke gezag boven hem. In het geval dat de keizer direct boven de heer stond en deze dus geen hiërarchische binding had met een "tussenliggende heerschappij", spreken we van een baanderheer of bannerheer of ook wel van een "rijksonmiddellijke heerlijkheid". Dit waren vaak zeer machtige personen die zich met succes wisten te verzetten tegen de invloed van de hertog of de graaf van het omringende gebied en zo hun onafhankelijkheid wisten te bewaren.

## Middeleeuwen
De oudste heerlijkheden zijn voortgekomen uit een allodium, waarin de heer de absolute macht had. Later ontwikkelde het feodale stelsel zich zodanig dat een dergelijke heer leenman werd van, dus ondergeschikt werd aan, een hogere bestuurslaag, de leenheer. In later tijden kon de leenheer, die over een zeker gebied rechtstreeks het gezag uitoefende, heerlijkheden uitgeven aan adellijke lieden, waarvoor hij dan een vergoeding ontving. Dit geschiedde vooral in tijden dat de leenheer, bijvoorbeeld door langdurige oorlogsvoering, in geldnood zat. Aldus zijn tot in de 16e eeuw toe nog heerlijkheden ontstaan.

## Rechten
De heer had een groot aantal heerlijke rechten, zoals het recht van justitie.
- Bij de lage heerlijkheid of grondheerlijkheid was de juridische bevoegdheid vooral civielrechtelijk en het bestraffen van lichte overtredingen.
- Bij de middelbare heerlijkheid waren er meer civielrechtelijke en justitiële bevoegdheden
- Bij de hoge heerlijkheid hoorde ook de bevoegdheid tot het straffen van de zwaarste vergrijpen, met lijfstraffen tot de doodstraf (halsrecht) toe.

Beneden de heer stond de schepenbank, die de rechtspraak uitoefende en deel uitmaakte van het dorps- of stadsbestuur.
Tal van andere rechten konden tot de heerlijke rechten behoren, zoals: benoemingsrecht, tiendrecht, cijnsrecht (belastinginning), tolrecht, banrecht, windrecht, recht van zwanendrift, recht van duivenvlucht, recht van eendenkooi, jachtrecht en visrecht.

## Zelfstandigheid
Een van de weinig volledig zelfstandig gebleven heren was die van Ravenstein. Een andere ontwikkeling kende de zelfstandig gebleven heerlijkheid Mechelen, waar uiteindelijk door overerving de keizer zelf ook heer van Mechelen werd. Iets soortgelijks gebeurde nadat de bisschop van Utrecht zijn wereldlijke heerschappij had overgedragen aan Karel V. Utrecht, Groningen en Overijssel werden ook heerlijkheden met de keizer zelf als heer. Deze "hoge" heerlijkheden gingen bij de afzwering van de Spaanse koning over op de Staten-Generaal van de Verenigde Provinciën.

## Vroegmoderne tijd
Na de afschaffing van het ancien régime, dit is bij de annexatie van de Oostenrijkse Nederlanden door de Franse Republiek en de instelling van de Bataafse Republiek in 1795, werden alle heerlijke rechten opgeheven. Gedeeltelijk werden die bij de Restauratie onder koning Willem I weer hersteld, zoals het jachtrecht en het visrecht. Het overheidsgezag (het recht om functionarissen te benoemen) verloor de heer definitief in 1830 bij de invoering van de Belgische Grondwet of in 1848 bij de invoering van de Nederlandse Gemeentewet. In 1923 werd het heerlijk jachtrecht afgeschaft, in 2017 is het recht van zwanendrift opgeheven. Tot op heden voeren velen nog een herentitel, die gebaseerd kan zijn op de laatste resterende heerlijke rechten, zoals het heerlijk visrecht, veerrecht, plant- en pootrechten. Deze titel wordt in het dagelijks verkeer niet gebruikt, maar wordt vermeld in overlijdensadvertenties en in genealogische naslagwerken zoals Nederland's Patriciaat en Nederland's Adelsboek. Indien er geen rechten meer aan de titel zijn verbonden, spreken sommige publicaties van titulair heer, deze uitdrukking heeft echter geen algemene navolging gehad.